# Eumaragma
Eumaragma é um gênero de mariposa pertencente à família Crambidae.